# Монро (окръг, Илинойс)
Вижте пояснителната страница за други значения на Монро.
Окръг Монро (на английски: Monroe County) е окръг в щата Илинойс, Съединени американски щати. Площта му е 1031 km², а населението - 31 876 души. Административен център е град Уотърлу.